# Гаджи Сеид Абдул-Гамид
Гаджи Сеид Абдул-Гамид (азерб. Hacı Seyid Əbdülhəmid; 1795/96, Шеки — ?) — азербайджанский историк XIX века. Долгое время путешествовал по странам Ближнего Востока, а после возвращения на родину стал кази (судьёй). Около 40 лет Гаджи Сеид Абдул-Гамид занимал пост председателя шариатского суда.
Написанное во второй половине XIX века его краткое произведение «Шекинские ханы и их потомки» на азербайджанском языке посвящено истории Шеки (середина XV века — начало XIX века). Рукопись была выявлена Салманом Мумтазом. В этом произведении даны сведения о родословной Шекинских ханов, о крепостях Гелярсан-Гёрарсан и Киш, о борьбе шекинцев против вторжения Ирана, о внутреннем положении ханства и пр. Точное время составления хроники неизвестно. Она была издана в Баку в 1930 году.